# Mike King Racing
Mike King Racing ist ein britischer Hersteller von Automobilen.

## Unternehmensgeschichte
Mike King, der zuvor bei der Cooper Car Company tätig war, gründete 1970 das Unternehmen in Liss und begann mit der Produktion von Automobilen und Kits. Der Markenname lautet King. 1971 erfolgte der Umzug nach East Dereham. Bis 1971 entstanden etwa neun Bausätze. Seitdem fertigt das Unternehmen, das inzwischen in Sandwich ansässig ist, nur noch Komplettfahrzeuge.

## Fahrzeuge
Das Modell Thing war ein einsitziger Hot Rod. Auf einen Rohrrahmen wurde eine Karosserie aus Fiberglas montiert. Ein Vierzylindermotor vom Ford Anglia (100 E) trieb das Fahrzeug an. Alternativ konnten Motoren vom Ford Anglia (105 E) und Morris Minor verwendet werden. Der Bausatz kostete 220 Pfund, fand aber keine Käufer. En Fahrzeug mit dem britischen Kennzeichen YOU 8 J ist überliefert.
Der Trike, ein Dreirad, hatte ebenfalls eine Karosserie aus GFK. Die vorderen Kotflügel ähnelten jenen des Lotus Seven. Ein Fahrzeug entstand mit dem Motor vom Renault 4, ein weiteres mit dem Motor vom Renault 5. Beide Fahrzeuge blieben unverkauft.
Der Type 35 war eine Nachbildung des Bugatti Type 35. Die offene Karosserie bot Platz für zwei Personen. Zwei Fahrzeuge entstanden.
Der Type 51, eine Nachbildung des Bugatti Type 51, hatte eine Karosserie aus Aluminium. Von diesem Modell entstanden ebenfalls zwei Exemplare.
Außerdem fertigte King jeweils eine Replika eines MG K 3 und Bentley 4 ½ Litre.
Seit 1971 stellt das Unternehmen Nachbauten von Bugatti-Fahrzeugen her. Das Auktionshaus H & H versteigerte am 16. Februar 2000 ein Fahrzeug von 1986 für 6500 Pfund, und Bonhams am 10. September 2005 ein Fahrzeug von 1990 für 24.856 Euro.